# Campionati europei di bob 2006
I Campionati europei di bob 2006, quarantesima edizione della manifestazione organizzata dalla Federazione Internazionale di Bob e Skeleton, si sono disputati dal 16 al 18 gennaio 2009 a Sankt Moritz, in Svizzera, sulla pista Olympia Bobrun St. Moritz–Celerina, il tracciato naturale sul quale si svolsero le competizioni del bob e dello skeleton ai Giochi di Sankt Moritz 1928 e di Sankt Moritz 1948 e le rassegne continentali del 1968, del 1972, del 1976, del 1980, del 1985, del 1993, del 1996 e del 2004. La località elvetica ha quindi ospitato le competizioni europee per la nona volta nel bob a due uomini e nel bob a quattro e per la prima nel bob a due donne. 
Anche questa edizione si è svolta con la modalità della "gara nella gara", contestualmente alla sesta e penultima tappa della stagione di Coppa del Mondo 2005/06.

## Risultati

### Bob a due uomini
La gara si è svolta il 21 gennaio 2006 nell'arco di due manches ed hanno preso parte alla competizione 21 compagini in rappresentanza di 12 differenti nazioni.
| Pos. | Atleti                             | Nazione    | Tempo   | Distacco |
| ---- | ---------------------------------- | ---------- | ------- | -------- |
|      | André Lange Kevin Kuske            | Germania-3 | 2:13.10 |          |
|      | Ivo Rüegg Cédric Grand             | Svizzera-2 | 2:13.21 | +0.11    |
|      | Martin Annen Beat Hefti            | Svizzera-3 | 2:13.52 | +0.42    |
| 4    | René Spies Christoph Heyder        | Germania-2 | 2:13.75 | +0.65    |
| 5    | Wolfgang Stampfer Klaus Seelos     | Austria-2  | 2:14.10 | +1.00    |
| 6    | Rüegg Roman Handschin              | Svizzera-1 | 2:14.12 | +1.02    |
| 7    | Aleksandr Zubkov Dmitrij Stëpuškin | Russia-3   | 2:14.16 | +1.06    |
| 8    | Matthias Höpfner Marc Kühne        | Germania-1 | 2:14.17 | +1.07    |
| 9    | Simone Bertazzo Matteo Torchio     | Italia-2   | 2:14.20 | +1.10    |
| 10   | Fabrizio Tosini Samuele Romanini   | Italia-3   | 2:14.43 | +1.33    |

### Bob a quattro
La gara si è svolta il 22 gennaio 2006 nell'arco di due manches ed hanno preso parte alla competizione 22 compagini in rappresentanza di 12 differenti nazioni.
| Pos. | Atleti                                                                | Nazione       | Tempo   | Distacco |
| ---- | --------------------------------------------------------------------- | ------------- | ------- | -------- |
|      | Martin Annen Thomas Lamparter Beat Hefti Cédric Grand                 | Svizzera-3    | 2:10.76 |          |
|      | André Lange René Hoppe Kevin Kuske Martin Putze                       | Germania-3    | 2:10.82 | +0.06    |
|      | Aleksandr Zubkov Sergej Golubev Aleksej Selivërstov Dmitrij Stëpuškin | Russia-3      | 2:10.89 | +0.13    |
| 4    | Ivo Rüegg Andi Gees Roman Handschin Christian Aebli                   | Svizzera-1    | 2:11.24 | +0.48    |
| 5    | René Spies Christoph Heyder Enrico Kühn Alexander Metzger             | Germania-1    | 2:11.27 | +0.51    |
| 6    | Martin Galliker Elmar Schaufelberger Alexander Streltsov Jürg Egger   | Svizzera-2    | 2:11.40 | +0.64    |
| 7    | Simone Bertazzo Samuele Romanini Matteo Torchio Omar Sacco            | Italia-2      | 2:11.41 | +0.65    |
| 8    | Jānis Miņins Mārcis Rullis Intars Dīcmanis Jānis Ozols                | Lettonia-2    | 2:11.58 | +0.82    |
| 8    | Matthias Höpfner Marc Kühne Ronny Listner Andreas Barucha             | Germania-2    | 2:11.58 | +0.82    |
| 10   | Lee Johnston Karl Johnston Dan Humphries Martin Wright                | Regno Unito-1 | 2:11.79 | +1.03    |

### Bob a due donne
La gara si è svolta il 20 gennaio 2006 nell'arco di due manches ed hanno preso parte alla competizione 18 compagini in rappresentanza di 8 differenti nazioni.
| Pos. | Atlete                               | Nazione       | Tempo   | Distacco |
| ---- | ------------------------------------ | ------------- | ------- | -------- |
|      | Sandra Kiriasis Berit Wiacker        | Germania-1    | 2:17.62 |          |
|      | Gerda Weissensteiner Jennifer Isacco | Italia-1      | 2:17.97 | +0.35    |
|      | Susi-Lisa Erdmann Anne Dietrich      | Germania-2    | 2:18.15 | +0.53    |
| 4    | Cathleen Martini Janine Tischer      | Germania-4    | 2:18.38 | +0.76    |
| 5    | Sabina Hafner Martina Feusi          | Svizzera-1    | 2:18.41 | +0.79    |
| 6    | Eline Jurg Urta Rozenstruik          | Paesi Bassi-2 | 2:18.47 | +0.85    |
| 7    | Maya Bamert Cora Huber               | Svizzera-2    | 2:18.76 | +1.14    |
| 8    | Ilse Broeders Jeannette Pennings     | Paesi Bassi-1 | 2:18.80 | +1.18    |
| 9    | Nicola Minichiello Jackie Davies     | Regno Unito-1 | 2:18.87 | +1.25    |
| 10   | Claudia Schramm Stefanie Szczurek    | Germania-3    | 2:18.99 | +1.37    |

## Medagliere
| Pos.   | Paese    | Oro | Argento | Bronzo | Totale |
| ------ | -------- | --- | ------- | ------ | ------ |
| 1      | Germania | 2   | 1       | 1      | 4      |
| 2      | Svizzera | 1   | 1       | 1      | 3      |
| 3      | Italia   | 0   | 1       | 0      | 1      |
| 4      | Russia   | 0   | 0       | 1      | 1      |
| Totale | Totale   | 3   | 3       | 3      | 9      |